# Asteromella mali
Asteromella mali är en svampart som först beskrevs av Briard, och fick sitt nu gällande namn av Boerema 1965. Asteromella mali ingår i släktet Asteromella, klassen Dothideomycetes, divisionen sporsäcksvampar och riket svampar.   Inga underarter finns listade i Catalogue of Life.